# Ilha Grande
Ilha Grande (portugalski za „Veliki otok”) je otok smješten uz obalu brazilske savezne države Rio de Janeiro, Brazil. Otok pripada općini Angra dos Reis i u velikoj mjeri je nerazvijen i njegova priroda je sačuvana jer ga je gotovo cijelo stoljeće brazilska vlada na njemu branila slobodno kretanje i naseljavanje. Najprije jer je na njemu bila smještena kolonija gubavca, a potom zatvor visoke sigurnosti Cândido Mendes. U njemu su bili smješteni neki od najopasnijih zatvorenika unutar brazilskog kaznenog sustava, a zatvoren je 1994.
Otok, površine 193 km², danas je popularno turističko odredište koje se ističe svojim slikovitim ljepotama, netaknutim tropskim plažama, bujnom vegetacijom i robusnim krajolikom. Većina njegovog teritorija (62,5%) nalazi se unutar Državnog parka Ilha Grande (Parque Estadual da Ilha Grande), a ostatak otoka podložan je strogim razvojnim ograničenjima. Najveće selo na otoku naziva se Vila do Abraão s oko 1900 stanovnika. Najviša je točka Pico da Pedra D'Água s 1.031 m visine. 
Budući kako je „jedan od najbolje očuvanih prirodnih područja brazilske Atlantske šume” Ilha Grande je, zajedno s obližnjim sačuvanim kolonijalnim gradom Paraty i njegovim prirodnim okolišem, upisan na UNESCO-ov popis mjesta svjetske baštine u Americi 2019. godine. To je prvo miješano mjesto svjetske baštine (kulturna i prirodna baština) u Brazilu.

## Prirodne odlike
Ilha Grande nalazi se u veličanstvenoj Serra do Mar, lokalno poznatoj kao Serra da Bocaina, koja dominira krajolikom regije svojim hrapavim reljefom koji doseže i 2.000 m iznad mora. To je veoma raznolik ekosustav tropske kišne šume poznat kao Atlantska šuma (Mata Atlântica). 
Ilha Grande jedan je od najcjenjenijih ostataka brazilske atlantske prašume što ga čini jednim od najbogatijih ekosustava na svijetu. Kao uporište velike bioraznolikosti, sadrži neke od najvećih preostalih populacija mnogih ugroženih vrsta uključujući 36 vrsta rijetkih biljaka (od kojih je 29 endemičnih), te 450 vrsta ptica (57% ukupnog broja endemskih vrsta ptica). Područje se može pohvaliti impresivnim bogatstvom vrsta, zabilježeno je 125 vrsta anurana (žabe i krastače) koje predstavljaju 34% vrsta poznatih iz Atlantske šume, te nekih 27 vrsta gmizavaca i 150 vrsta sisavaca, uključujući nekoliko globalno značajnih primata, kao što je južni vunasti majmun pauk, koji se smatra važnom vrstom područja. Veće životinje koje tu obitavaju su: jaguar, bjelousni pekariji (Tayassu pecari), grivasti troprsti ljenivac (Bradypus torquatus) i nekoliko vrsta primata, kao što je smeđi urlikavac. Otok također podržava sličnu veliku raznolikost morske bioraznolikosti i endemizma.
- Biološki rezervat Praia do Sul
- Plaža Feiticeira
- Plaža Aventureiro
- Plaža Dois Rios
- Plaža Lopes Mendes

## Vanjske poveznice
|  | Zajednički poslužitelj ima još gradiva o temi Ilha Grande |

- Atlantska šuma (port.)
- Turistički vodič Ilha Grande na engleskom jeziku (engl.)